# Ultramar
Ultramar (autrefois connue sous le nom de Golden Eagle ou Aigle d'or) est une entreprise canadienne de vente au détail offrant toute une gamme de produits pétroliers (essence, carburéacteur, diesel, mazout domestique, propane, butane et mazout industriel). Elle possède un réseau de station-service surtout présent dans l'est du Canada.

## Histoire de l'entreprise

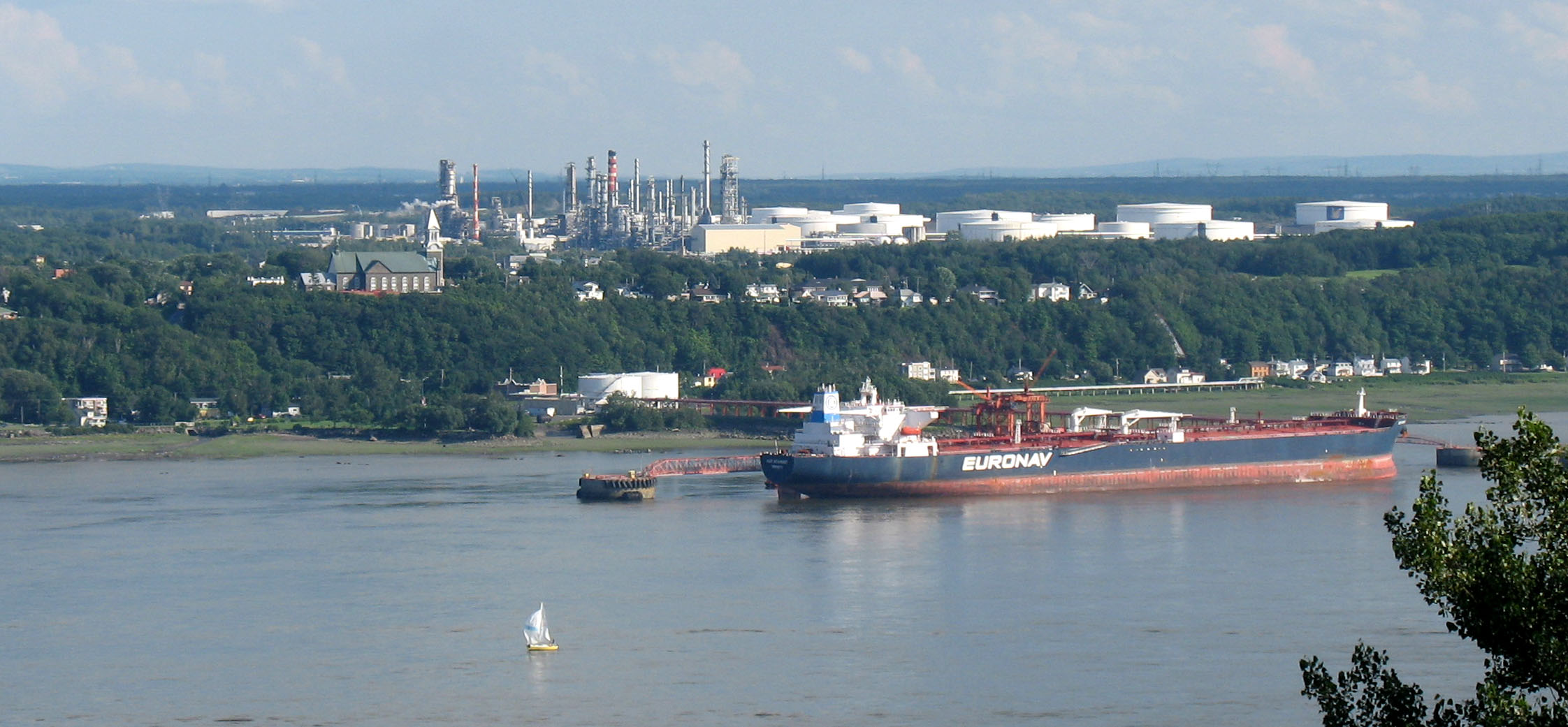
Raffinerie Jean-Gaulin (370 acres), ouverte en 1971, Lévis, Quartier Saint-Romuald. Le pétrole provient de pétroliers accostant en port en eau profonde sur le fleuve Saint-Laurent

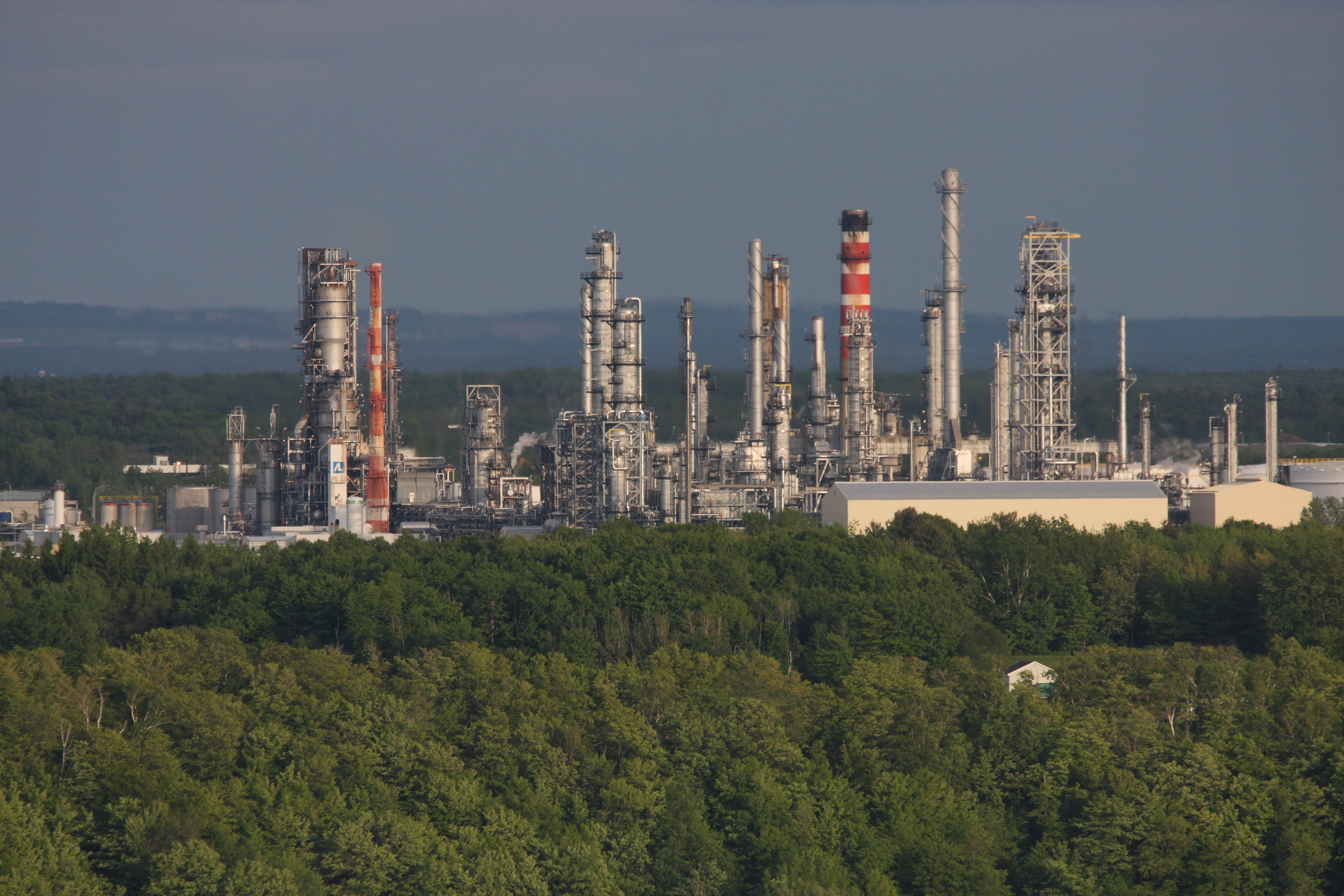
Vue d'une partie de la Raffinerie Jean-Gaulin

- De 1961 à 1970, la compagnie anglaise Ultramar plc crée en 1961 une société nommée Golden Eagle dédiée à ses opérations pétrolière au Canada (recherche et exploitation de pétrole à Terre-Neuve dans un premier temps). Vingt ans plus tard, au début des années 1980, la compagnie change de nom pour redevenir Ultramar, mais en conservant l'aigle doré du logo de la Golden Eagle comme logo de la nouvelle compagnie[2].
- De 1970 à 1980 : En 1971, la société a 10 ans et construit une raffinerie au Québec, à Saint-Romuald, (aujourd'hui partie de Lévis). Cette installation sera plusieurs fois agrandie et modernisée par la suite[2].
- En 1996, l'entreprise s'est rapprochée de Diamond Shamrock Corporation (issu de Diamond Alkali Company et alors devenue le second raffineur des États-Unis) en créant Ultramar Diamond Shamrock Corporation ; Diamond Shamrock est maintenant propriété à 100 % de Yacimientos Petrolíferos Fiscales (YPF, ou « Fiscal Petroleum Fields » pour les anglophones).
- De 1980 à 1990, Ultramar achète (1979) CFM (Canadian Fuel Marketers) ainsi que des réseaux de stations-service à d'autres sociétés : Canadian Fuel Marketers, Gulf, Sergaz, Sunoco et Spur[2]. Elle achète aussi Beacon, compagnie pétrolière californienne de Hanford, dont elle conserve le nom, puis les stations Spur. Elle installe en 1983 un nouveau craqueur catalytique dans sa raffinerie de Lévis, avant d'acquérir les actifs de Gulf pour l'Est du Canada. En 1989, la capacité de raffinage est portée à 130 000 barils, soit environ 20,7 millions de litres par jour. Des unités d’isomérisation et de désulfuration permettent de produire un carburant moins polluant (désoufré)[2].
- De 1990 à 2000 : Ultramar achète les actifs de Texaco dans les provinces atlantiques, puis les stations Sergaz en 1994. En 1995, elle ouvre un réseau Dépanneur Du Coin, en achetant  plusieurs stations Sunoco de la région de Québec. La compagnie teste le train-bloc pour ses transports et lance en 1997 une production de carburéacteur[2].

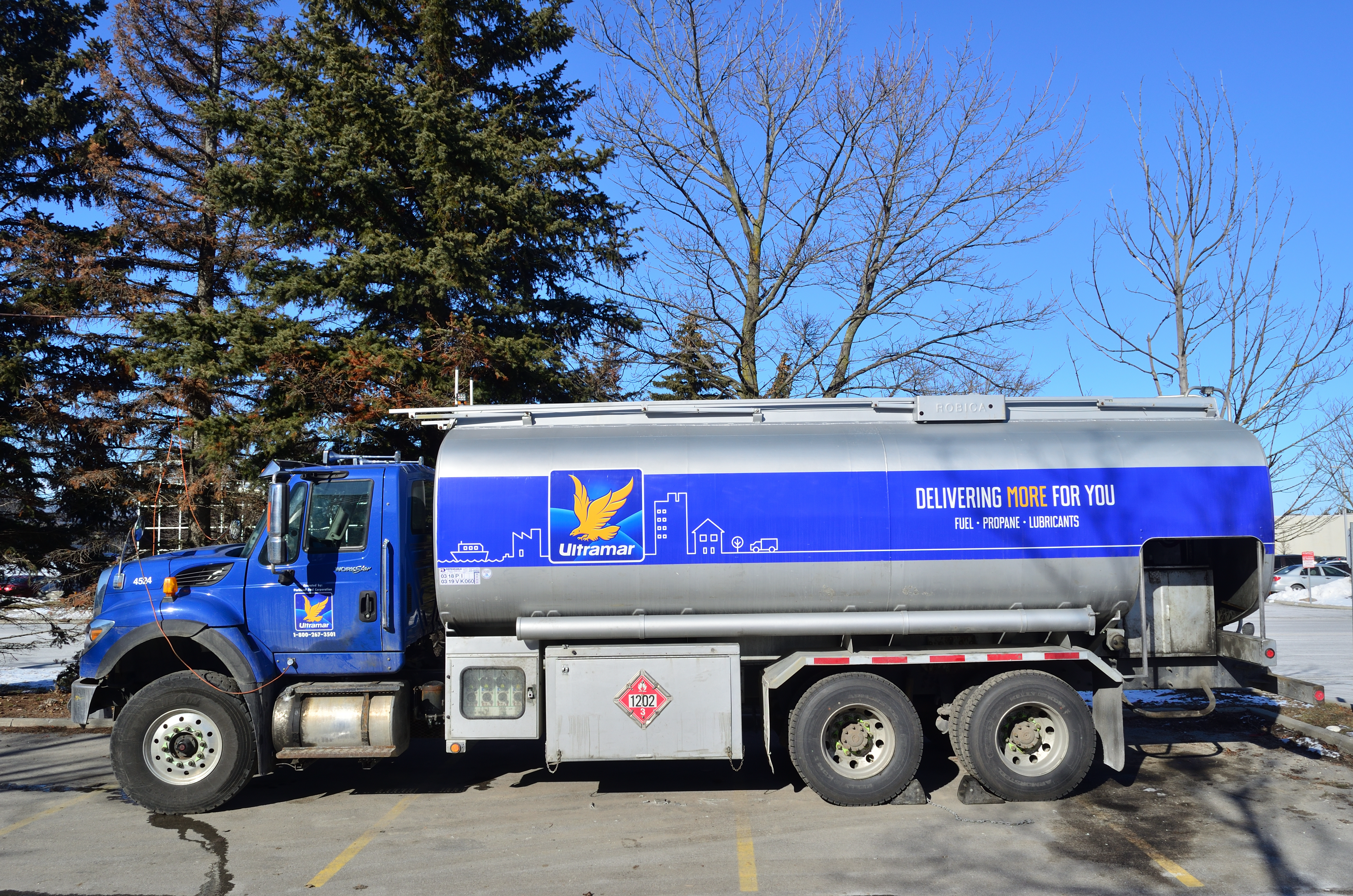
Camion Ultramar dans la région de Toronto.

- De 2000 à 2010 : En 2001, la raffinerie de Saint-Romuald (Lévis) est renommée Raffinerie Jean-Gaulin de Lévis en l'honneur de Jean Gaulin[2]. En 2002, la capacité en est portée à plus de 215 000 barils, soit environ 34 millions de litres par jour. Lors de son rachat par Valero Energy, cette raffinerie devient l'une des 14 raffineries du groupe Valero qui produit en tout en 2010 environ 260 000 barils par jour.
- En 2004, la désulfuration de l'essence est poussée à 30 ppm, ce qui diminue la contribution aux pollutions acides de l'air, mais à 15 ppm  pour le diesel. En 2008, la capacité de raffinage est augmentée à 265 000 barils, soit environ 41.5 millions de litres par jour[2] et un projet d'oléoduc, dit « pipeline Saint-Laurent », est en cours de préparation entre la raffinerie de Lévis et le centre de distribution de Montréal-Est pour remplacer le transport actuel qui se fait principalement par wagon-citerne[2].
- Le 1er mai 2013, Ultramar a été séparée de Valero Energy Corporation pour devenir une marque de commerce de CST Brands Inc. À la suite de l'achat de CST par Alimentation Couche-Tard en 2016, Ultramar a été acquise par Parkland Fuel Corporation.

## Chiffres
Ultramar, avec 3 700 employés direct et 10 000 personnes travaillant indirectement pour le groupe exploite 
- la raffinerie de Lévis, qui produit 265 000 barils de pétrole raffiné par jour.
- 987 stations-service
- 87 stations d'approvisionnement
- un réseau desservant plus 169 000 clients de mazout domestique.
- La raffinerie de Lévis est celle qui produit le plus de barils par jour au Canada, la 19e en Amérique du Nord.
- La raffinerie de Lévis est la seconde plus grosse du groupe Valero.

Ultramar/Valero détient 
- 15 raffineries aux États-Unis, au Canada et aux Caraïbes,
- 4 700 points de vente de carburants au détail.

Son produit d'exploitation est de 86 milliards USD en 2009.